# Манастир Светог Саве у Либертивилу
Српски православни манастир Светог Саве је манастир Српске православне цркве који се налази у Либертивилу (Илиноис, САД). Манастир је током 20. вијека био сједиште Епархије америчко-канадске (1927—1963), Митрополије средњозападноамеричке (1963—1991) и Митрополије либертивилско-чикашке (2009—2011). У кратком периоду од 2011. до 2014. имао је статус ставропигијалног манастира (под директном управом патријарха српског). У оквиру манастира се налази и богословска школа.

## Историја
Манастир је саградио први српски епископ у Америци Мардарије Ускоковић. Саграђен је у доба велике депресије крајем 20-их и почетком 30-их година 20. вијека. Епископ Мардарије је правио велика одрицања те је у то доба настала изрека „Цркву гради умире од глади“. Изградњу је новчано помогао и Михајло Пупин. У вријеме када је саграђен, манастир је био сједиште тек основане Епархије америчко-канадске. Земљиште на коме је манастир саграђен купио је епископ Мардарије Ускоковић. Епископ Дионисије Миливојевић је 1942. купио осам и 1943. пет хектара земље који су припали манастиру. Први Српски црквено-народни сабор у манастиру одржан је од 1. до 5. септембра 1927. У Либертивилу је 1935. одржана конвенција СНС (Српски народни савез), на којој је један делегат у духу тадашње политике и у вези са промјеном назива Краљевине СХС у Краљевина Југославија, предложио: „да се српски манастир у Либертивилу претвори у југословенски, а на њему истакне место српске југословенска застава“.

## Сахрањени у манастирској цркви
Тијело епископа Мардарија Ускоковића сахрањено је 18. децембра 1935. у манастирској цркви. На сахрани епископа Мардарија присуствовало је 200 лица, 40 православних свештеника, од чега 12 српских, а његово тијело је обношено око цркве. Посмртни остаци Јована Дучића су након његове смрти 1943. исте године пренесени у манастирску цркву. Дучићево тијело је ексхумирано 2000. и пренесено у Требиње. У цркви Светог Саве је 14. новембра 1970. сахрањен и краљ Петар II Карађорђевић, на чијој сахрани је присуствовало преко 25.000 Срба, више од 400 америчких пилота и представници САД. Његово тело је јануара 2013 ексхумирано и пренесено у Србију. Митрополит либертивилско-чикашки Христофор Ковачевић сахрањен је 24. августа 2010. у порти манастира где су сахрањени и епископи Фирмилијан Оцокољић и Дионисије Миливојевић.

## Гробље Светог Саве
Поред манастира је основано гробље на коме је прва сахрана одржана 1932. На манастирском гробљу се налази око 2.000 гробова. У њему је сахрањено пола српских чланова и велики број министара Владе Краљевине Југославије. На гробљу се налази и споменик генералу Драгољубу Михаиловићу који је подигла ОС „Равна Гора“. Поред споменика Драгољубу Михаиловићу, налазе се и споменици војводи Момчилу Ђујићу и Павлу Ђуришићу. Споменик Павлу Ђуришићу је уз одобрење његове породице премјештен 2007. са другог дијела гробља у новоосновану „Алеју српских великана“ (Спомен парк српских великана) поред споменика Драгољубу Михаиловићу, а затим је поред постављен споменик Момчилу Ђујићу. Алеја српских великана је заједно са сва три споменика освештана 20. маја 2007. у присуству чланова српских националних организација и црквених старјешина.

### Сахрањени на манастирском гробљу
- Миодраг Томић (1888–1962), војни пилот из Ослободилачких ратова (1912−1918) и први командант 6. ловачког пука (1927−1935)
- Милан Цвјетићанин (1915–1963), мајор
- Сергије Живановић (1909–1966), пуковник
- Драгиша Кашиковић (1932–1977)
- Божидар Пурић (1891–1977)
- Димитрије Балаћ (1913–1979)
- Дионисије Миливојевић (1898–1979)
- Димитрије Најдановић (1897–1986), протојереј и професор (сахрањен 28. марта 1986)[7]
- Илија Брашић, генерал, командант Армије нишке области[7]
- Захарије Милекић, игуман манастира Рача[7]
- Гвозден Петровић, протојереј из Мрчајеваца[7]
- Милан Шијачки (1903–1985)
- Мирослав Костић (1882–1966), генерал
- Константин Фотић, официр, дипломата и амбасадор
- Милан Гавриловић, дипломата, политичар и предратни директор Политике
- Михаило Маџаревић
- Никола Плећаш Нитоња
- Живан Кнежевић (1906–1984)
- Жарко Мирковић (Коштунићи, 5. јануар 1935 — Отава, 8. август 2011), протојереј-ставрофор[10]
- Недељко Гргуревић (Фоча, 6. август 1934 — САД, 23. јул 2009), протојереј-ставрофор, декан и професор Богословског факултета Свети Сава и замјеник епископа Епархије источноамеричке[11]

## Знамените личности
Особе које су везане за манастир и богословију:
- Николај Велимировић (1881–1956), предавао у Богословији Светог Саве и био сахрањен у цркви до 1991. године.
- Иринеј Ђорђевић (1894–1952), епископ америчко-канадски (1935—1938) и професор Богословије Светог Саве
- Мардарије Ускоковић (1889–1935), оснивач манастира и први српски епископ у Америци
- Дионисије Миливојевић (1898–1979), епископ америчко-канадски (1939—1964)
- Славко Стоковић (1909–2002), финансијски секретар епархије
- Димитрије Балаћ (1913–1979), управник манастира (1940)
- Данило Крстић (1927–2002), монах у манастиру
- Христофор Ковачевић (1928–2010), ученик богословије а касније професор Богословског факултета
- Митрофан Кодић (1951), професор Богословског факултета
- Милутин Кнежевић (1949–2020), ученик Богословског факултета

## Галерија
- Изглед манастира, 1993. године
- Манастирска капија
- Бивше гробно место краља Петра II Карађорђевића у манастирској цркви
- Бивше гробно место Јована Дучића
- Споменик Павлу Ђуришићу